# Theofanés Řek
Theofanés Řek, rusky Феофа́н Грек (Feofan Grek), řecky Θεοφάνης (asi 1340 Konstantinopol – asi 1410 Moskva) byl byzantský malíř působící v závěru života (natrvalo asi od 1390) v Rusku. Velmi ovlivnil vývoj ruského malířství, jeho žákem byl Andrej Rubljov. V rodné Konstantinopoli prý vyzdobil 40 chrámů (např. Chalkedón, Kaffa). V Rusku působil nejprve jako host v Novgorodu, kde vytvořil fresky v kostele Proměnění Spasitele (1378), později žil trvale v Moskvě. 

## Život
V Kremlu jsou k vidění jeho fresky v kostele Narození Bohorodičky a v Archandělském chrámu, k nejslavnějším patří ikona s Kristem jako soudcem posledního soudu a ikona Proměnění Páně. Další významné ikony jsou v chrámu Zvěstováni Bohorodičce. Theofanés byl ovlivněn hésychastickým hnutím, mystickým proudem v pravoslaví, jež uctíval "Božské světlo". Jeho současníci v Rusku ho ctili i jako myslitele a filozofa, žádné spisy se ale nedochovaly. Nejspíše získal vzdělání na univerzitě v Konstantinopoli.